# أليسون كينيدي
أليسون كينيدي (بالإنجليزية: A. L. Kennedy) (و. 1965  م) هي كاتبة سيناريو، وروائية، وكاتِبة، وأستاذة جامعية بريطانية، ولدت في دندي، هي عضوةٌ في الجمعية الملكية للأدب.

## التعليم
تعلمت في High School of Dundee ‏
.

## جوائز
حصلت على جوائز منها:
- جائزة الدولة النمساوية للأدب الأوروبي  [لغات أخرى]‏ (2007)[13]
- زمالة الجمعية الملكية للأدب
- جائزة جون لولين رايس  [لغات أخرى]‏

## وصلات خارجية
- أليسون كينيدي على موقع IMDb (الإنجليزية)
- أليسون كينيدي على موقع مونزينجر (الألمانية)
- أليسون كينيدي على موقع ميوزك برينز (الإنجليزية)
- أليسون كينيدي على موقع أول موفي (الإنجليزية)
- أليسون كينيدي على موقع قاعدة بيانات الفيلم (الإنجليزية)
- أليسون كينيدي على موقع كينوبويسك (الروسية)